# Marta Cardona Valls
Marta Cardona Valls (Montcada i Reixac, 1928 - Huddersfield, Anglaterra, 15 de febrer de 2025) va ser una escriptora catalana.  Atreta per la literatura i la pintura va estudiar a l'Escola de Belles Arts de Sant Jordi. Als anys 1950 va emigrar a Anglaterra amb el seu marit per guanyar-se la vida. Posteriorment va publicar Fora de lloc (2010) i Una història particular (2011), dues novel·les de ficció que recullen les seves experiències viscudes.

## Biografia
Filla del pediatre Lluís Cardona Fornells (Barcelona 1881 - Montcada 1957), pioner de la indústria d'alimentació infantil catalana, i Filomena Valls Toruella, amants de l'art i la cultura. La seva infància i joventut va estar marcada per la Guerra Civil i per la repressió franquista. Amb només catorze anys, va patir l'execució de dos dels seus germans acusats d'haver intentat robar un vehicle militar durant el franquisme. Atreta per la literatura i la pintura, va estudiar a l'Escola de Belles Arts de Sant Jordi. Des de ben jove va treballar a l'empresa Aismalibar de Montcada i Reixac. Després de plegar d'aquesta empresa i acabada de casar, va marxar amb el seu marit a Anglaterra a la recerca d'una vida millor. No obstant això, la seva esperança es va veure truncada quan es va trobar allà sola amb els seus cinc fills.
Amb la col·laboració de l'editor Joan Simó, va publicar dues novel·les de ficció que va fer partint dels seus records i vivències: l'autora amb 82 anys va presentar Fora de lloc el 2010 i un any més tard Una història particular. A Fora de lloc reconstrueix les peripècies de Maria Salvans, una dona catalana que emigra amb el seu marit a Anglaterra a finals dels anys 50 i allà protagonitza una lluita per assolir l'estabilitat econòmica, familiar i sentimental. A la segona novel·la narra la infància de Maria Salvans, que transcorre en el context de la Guerra Civil a Montcada i Reixac.

## Obra publicada

### Narrativa
- Spanish Rose, Yorkshire Thorns. Ed: Jeremy Mills Publishing, 2008[7]

- Fora de lloc. Barcelona. Ed: Angle Editorial, 2010[8]

- Una història particular. Barcelona. Ed: Angle Editorial, 2011